# 長鬚女神八角魚
長鬚女神八角魚，為輻鰭魚綱鮋形目杜父魚亞目八角魚科的其中一種，為溫帶海水魚，分布於北太平洋日本海至美國加州中部海域，棲息深度0-105公尺，體長可達17公分，棲息在海草生長的潮間帶底層水域，生活習性不明。